# Carl Gugasian
Carl Gugasian (nascido em 12 de outubro de 1947) é um ladrão de banco americano, que cumpriu uma sentença de 17 anos por roubo. Ele é talvez o mais prolífico desses criminosos na história dos Estados Unidos, tendo roubado mais de 50 bancos ao longo de um período de 30 anos.

## Vida
Gugasian nasceu em 12 de outubro de 1947 em Broomall, Pensilvânia. Aos 15 anos, foi baleado ao tentar roubar uma loja de doces e foi enviado para o Centro Estadual de Jovens em Camp Hill, Pensilvânia (atual SCI Camp Hill) por dezoito meses. Em sua libertação em 1964, ele não tentou viver uma vida normal; em vez disso, ele tomou medidas deliberadas para continuar com uma vida de crime e para se destacar nela. Esta decisão foi, com toda a probabilidade, o resultado de um mal-entendido. O agente do FBI Ray Carr comenta: "Ele não sabia que os registros juvenis são eliminados. Ele pensou que nunca seria capaz de conseguir um emprego de verdade."
Em 1971, ele estava estudando para um bacharelado em engenharia elétrica na Universidade Villanova quando se matriculou no Corpo de Treinamento de Oficiais da Reserva. Após a formatura, ele serviu no Exército dos EUA em Fort Bragg e recebeu treinamento de forças especiais e armas táticas. Mais tarde, ele voltou para a faculdade, obtendo um mestrado em análise de sistemas pela Universidade da Pensilvânia, seguido por um trabalho de doutorado em estatística e probabilidade na Universidade Estadual da Pensilvânia. Após a formatura, ele começou a planejar assaltos a bancos simulados. Ele planejou oito em detalhes, mas hesitou em executá-los. Eventualmente, ele cometeu seu primeiro roubo na Carolina do Norte em 1973, usando um carro roubado como sua fuga.